# Бензоиновая конденсация
Бензоиновая конденсация (часто называемая реакцией конденсации, в силу исторических причин) — реакция  между двумя ароматическими альдегидами, в частности, бензальдегидом. Реакция катализируется нуклеофилами, такими как анион цианида или N-гетероциклическими карбенами. Продукт реакции представляет собой ароматический ацилоин с бензоином в качестве исходного соединения. 

## История
Ранняя версия этой реакции была разработана в 1832 году Юстусом фон Либихом и Фридрихом Велером в ходе исследований горького миндального масла. Каталитический вариант этой реакции был разработан Николаем Зининым в конце 1830-х годов, механизм реакции был предложен в 1903 году А. И. Лэпвортом.

## Механизм реакции
На первой стадии, цианид анион (образуемый от цианида натрия) вступает с альдегидами в реакцию нуклеофильного присоединения. Перегруппировка интермедиатов приводит к изменению полярности карбонильной группы, которая затем присоединяет вторую карбонильную группу посредством второго нуклеофильного присоединения. В результате переноса протона и элиминирования цианид иона образуется бензоин. Эта реакция обратима.
Цианид иона служит трем различным целям в этой реакции. Он действует как нуклеофил, облегчает отщепление протона, а также уходящей группы на заключительном этапе. В бензоиновая конденсация является скорее димеризацией, а не конденсацией потому, что малые молекулы, такие как вода, не выделяется в процессе этой реакции. По этой причине реакция называется также бензоиновое присоединение. В этой реакции два альдегида служат разным целям; один альдегид служит донором протона, а второй акцептором. Таким образом можно синтезировать смешанные бензоины, то есть продукты с различными группами на каждой стороне молекулы.

## Область применения
Реакция может быть использована для алифатических альдегидов с основными катализаторами в присутствии солей тиазола; механизм реакции по сути тот же. Также эти соединения имеют важное значение в синтезе гетероциклических соединений. В дополнение данная реакция возможна с енонами, например с метилвинилкетоном в качестве реагента для реакции Штеттера.
В биохимии, кофермент тиамина отвечает за биосинтез ацилоин-подобных соединений. Этот кофермент также содержит долю тиазола, который при депротонировании становится нуклеофильным карбеном.
В одном исследовании, специально разработанный N-гетероциклический карбен (NHC основание, связанное с солью тиазола) был использован, для облегчения энантиоселективной внутримолекулярной конденсации бензоина (схема 2).

Схема 2. Внутримолекулярная бензоиновая конденсация

Этот вывод был подтвержден в другом исследовании с немного изменённой NHC используя ДБУ в качестве основания вместо трет-бутоксида калия (схема 3).

Схема 3. Вторая внутримолекулярная бензоиновая конденсация